# Nikola Jovović
Nikola Jovović (Novi Sad, 13 de fevereiro de 1992) é um jogador de voleibol indoor sérvio que atua na posição de levantador.

## Carreira

### Clube
Jovović iniciou sua carreira profissional na temporada 2007-08 com o NIS Vojvodina Novi Sad, clube de sua cidade natal, com a qual conquistou a Copa da Sérvia de 2009-10. Em 2011 se transferiu para o voleibol alemão para atuar pelo VfB Friedrichshafen, defendendo o clube por três temporadas e conquistando dois títulos da Copa da Alemanha. Em 2014 se transferiu para o voleibol italiano após ser anunciado como o novo levantador do Gi Group Monza, atuando pelo clube até 2017.
Em 2017 o atleta foi disputar o campeonato turco pelo Arkas Spor, enquanto na temporada seguinte, permanecendo em solo turco, foi representar as cores do Ziraat Bankası Ankara na temporada 2018-19. Em 2019 o atleta assinou contrato com o Ural Ufa para disputar pela primeira vez em sua carreira o campeonato russo.
Em 2020, o levantador aterrisou em solo francês para disputar a primeira divisão do campeonato francês pelo Spacer's Toulouse Volley. Enquanto na temporada seguinte voltou a atuar novamente no campeonato russo defendendo as cores do Dínamo-LO.

### Seleção
Em 2009, Jovović conquistou a medalha de prata no Campeonato Europeu Sub-18, recebendo também o prêmio de melhor levantador, e a medalha de ouro no Campeonato Mundial Sub-18. No ano seguinte, conquistou a medalha de bronze no Campeonato Europeu Sub-20 e depois no Campeonato Mundial Sub-21 de 2011.
Estreou na seleção adulta sérvia pelo Campeonato Europeu de 2013, onde conquistou o terceiro lugar, bem como a medalha de prata no Campeonato Mundial Sub-23 de 2013.
Em 2015 conquistou o vice-campeonato da Liga Mundial após ser derrotado na final pela seleção francesa, enquanto no ano seguinte conquistou o inédito título desta competição ao vencer a seleção brasileira por 3 sets a 0. Em 2017 voltou a conquistar a sua segunda medalha de bronze no Campeonato Europeu.
Se tornou campeão europeu ao vencer o Campeonato Europeu de 2019 ao derrotar a seleção eslovena por 3 sets a 1.

## Títulos
Vojvodina Novi Sad
- Copa da Sérvia: 2009-10

VfB Friedrichshafen
- Copa da Alemanha: 2011-12, 2013-14

## Clubes
| Anos      | Clube                    |
| --------- | ------------------------ |
| 2007–2011 | NIS Vojvodina Novi Sad   |
| 2011–2014 | VfB Friedrichshafen      |
| 2014–2017 | Gi Group Monza           |
| 2017–2018 | Arkas Spor               |
| 2018–2019 | Ziraat Bankası Ankara    |
| 2019–2020 | Ural Ufa                 |
| 2020–2021 | Spacer's Toulouse Volley |
| 2021–     | Dínamo-LO                |

## Prêmios individuais
- 2009: Campeonato Europei Sub-18 – Melhor levantador